# Паспорт гражданина Нигерии
Па́спорт граждани́на Нигерии — удостоверяющий личность документ, выдаваемый гражданам Нигерии исключительно для осуществления поездок за границу. Люди, имеющие данное гражданство могут посещать без виз страны-члены ЭКОВАС.

## Оформление и содержание
Страница предъявителя содержит следующую информацию:
- Тип (P для паспорта);
- Страна;
- Серийный номер паспорта;
- Фамилия и имя владельца паспорта;
- Гражданство;
- Дата рождения (дд мм гггг);
- Пол (М / M для мужчин или F / F для женщин);
- Место и страна рождения;
- Проживание;
- Кем выдан документ;
- Дата выдачи;
- Дата окончания срока действия;
- Подпись и фотография владельца паспорта.

Паспортные данные приводятся на четырёх языках: игбо, хауса, йоруба, итсекири. Страница предъявителя содержит информацию на английском и французском языках.